# کالداریوم

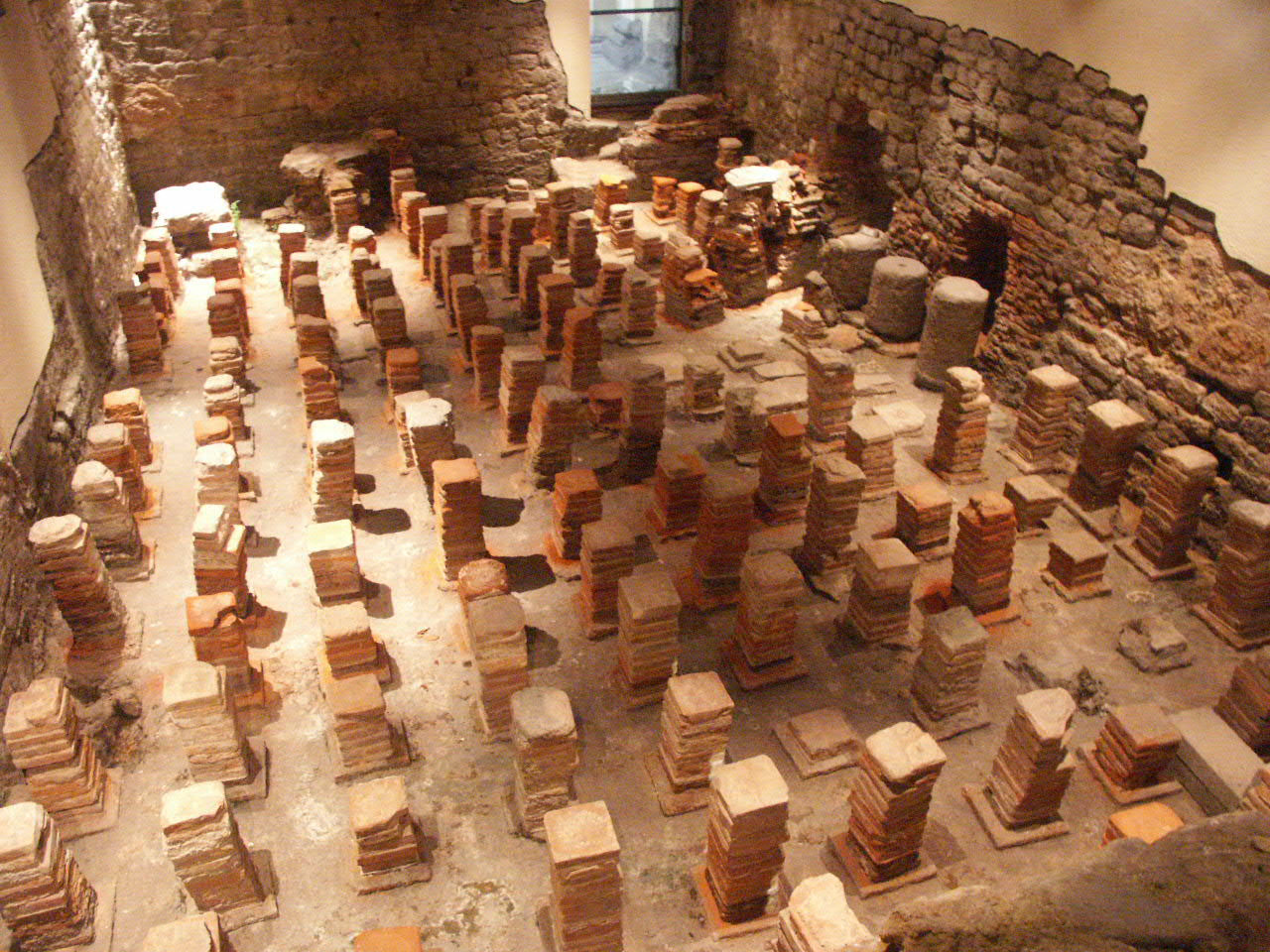
نمونه‌ای از حمام رومی کالداریوم، که در انگلستان کشف شده‌است. کف بنا برداشته شده‌است تا فضای خالی را که در آن هوای گرم از طریق آن در کف بنا جریان می‌یابد را، آشکار سازد.

کالداریوم، که با نام‌های دیگری همچون: کالیداریوم، کالاردیا سلا، یا کوکتیلیوم سلا نیز نامیده می‌شود، یک اتاق بود که حمامی داغ مخصوص غوطه ور شدن در آن تعبیه شده بود، و در مجموعه حمام رومی مورد استفاده قرار می‌گرفت.
این اتاق که بسیار گرم بود و سراسر آن را بخار داغ فرامی گرفت، توسط سیستم گرمایشی هیپوکاست یا بوسیلهٔ گرم شدن از کف، حرارت می‌گرفت. در واقع، کالداریوم، داغترین اتاق در توالی و ترتیب منظم اتاق‌های مخصوص استحمام بود و پس از این اتاق، فرد استحمام‌کننده از کالداریوم به قسمت تپیداریوم، و سرانجام به فریجیداریوم وارد می‌شد.
در کالکاریوم، یک استخر یا حوض آب داغ نیز وجود داشت که کالدیا یا سولیوم یا حوض آلوئوس نامیده می‌شد که استحمام کنندگان در آب داغ آن فرو می‌رفتند، همچنین گاهی اوقات حتی فضایی به نام لاکونیوم نیز در آن تعبیه شده بود که منطقه‌ای خشک برای القای عرق کردن بود.
استحمام کنندگان در این مکان، به بدن خود روغن زیتون می‌مالیدند و با استفاده از برس یا ماهوت پاکن مخصوص، جهت پاک کردن چرک و اضافات بدن خود استفادهمی کردند.
در ورزشگاه‌ها و باشگاه‌های مدرن، کلاداریوم یک اتاق با کف داغ می‌باشد.